# Ingrid Pitt
Ingrid Pitt (Varsóvia, 21 de novembro de 1937 — Londres, 23 de novembro de 2010) foi uma atriz polonesa conhecida por suas varias atuaçoes em filmes de terror durante os anos 1960 e 1970.

## Início
Pitt nasceu Ingoushka Petrov em Varsóvia, Polónia. Filho de pai alemão e mãe polaca judia, ela e sua família foram presos em um campo de concentração durante a Segunda Guerra Mundial. Ela sobreviveu e em Berlim na década de 1950 conheceu e casou com um soldado norte-americano e acabou indo morar na Califórnia. Após seu casamento fracassado, ela voltou para a Europa, mas depois de um pequeno papel em um filme, ela foi para Hollywood onde começou a trabalhar como garçonete, enquanto tentava fazer uma carreira no cinema. Sua cor natural de cabelo era castanho, embora ela freqüentemente iluminava de loira.

## Carreira
No início de 1960, Pitt tornou-se membro da prestigiada Berliner Ensemble, sob a orientação da viúva de Bertolt Brecht, Helene Weigel. Em 1965 ela fez sua estréia no cinema em Doctor Zhivago, desempenhando um papel menor. Em 1968 ela co-estrelou o filme de ficção The Omegans e no mesmo ano tocou atuou em Where Eagles Dare ao lado de Richard Burton e Clint Eastwood.
Foi o seu trabalho com a Hammer Film Productions que elevou seus status. Ela estrelou em The Vampire Lovers (1970), um filme baseado no romance de Sheridan Le Fanu, e Condessa Drácula (1971), um filme baseado em lendas em torno da Condessa Elizabeth Bathory. Pitt também apareceu no filme de terror antológico The House That Dripped Blood (1971) e teve um pequeno papel no filme The Wicker Man.
Em meados da década de 1970, ela apareceu como jurado num show de talento britânico New Faces.
Foi nessa época que o mundo do teatro também acenou. Pitt fundou sua própria companhia itinerante de teatro e atuou em produções de sucesso de Dial M for Murder, Duty Free (também conhecido como Don't Bother se vestir), e Mulher de Palha. Ela também apareceu em vários programas de TV no Reino Unido e EUA - Ironside, Dundee e Calhane, Doctor Who (The Monster Time, Warriors of the Deep), Smiley's People, etc
Pitt fez o seu regresso ao cinema na produção de 2000 The Asylum. O filme estrelado por Colin Baker e Patrick Mower e foi dirigido por John Stewart. Em 2003, Pitt dublou o papel de "Lady Violator".
Depois de um período de doença, Pitt volta para a tela em 2006 para o tributo da Hammer Films, Sea of Dust.

## Vida pessoal
Ela se casou três vezes, primeiro com Laud Roland Pitt Jr, um soldado norte-americano, segundo com George Pinches, um executivo de cinema britânico, e depois com Tony Rudlin, ator e piloto de carros de corrida. Sua filha, Steffanie Pitt-Blake, também é atriz.
Pitt tinha uma paixão por aviões da 2 ª Guerra Mundial. Depois de revelar sua paixão em um programa de rádio, ela foi convidada pelo museu da RAF Duxford a voar em um Avro Lancaster.

## Morte
Faleceu em 23 de novembro de 2010, após sofrer um colapso em Londres.

## Filmografia
- Sound of Horror (1964)
- Doctor Zhivago (1965)
- Un Beso en el puerto (1966)
- A Funny Thing Happened on the Way to the Forum (1966)
- The Omegans (1968)
- Where Eagles Dare (1968)
- The House That Dripped Blood (1970)
- The Vampire Lovers (1970)
- Jason King (1971)
- Nobody Ordered Love (1971)
- Countess Dracula (1971)
- The Wicker Man (1973)
- Thriller (1975)
- Unity (1981)
- Artemis 81 (1981)
- Who Dares Wins (1982)
- Smiley's People (1982)
- Octopussy (1983)
- The Comedy of Errors (1983)
- The House (1984)
- Bones (1984)
- Underworld (1985)
- Wild Geese II (1985)
- Hanna's War (1988)
- The Asylum (2000)
- Green Fingers (2000)
- Minotaur  (2005)
- Sea of Dust (2006)